# Henótico
Henótico (em grego: Ενωτικών; romaniz.: Henotikon; em português - literalmente - "acordo"; grego antigo: ἑνότης /he'notɛs/) foi um édito decretado em 482 pelo imperador bizantino Zenão.

## História

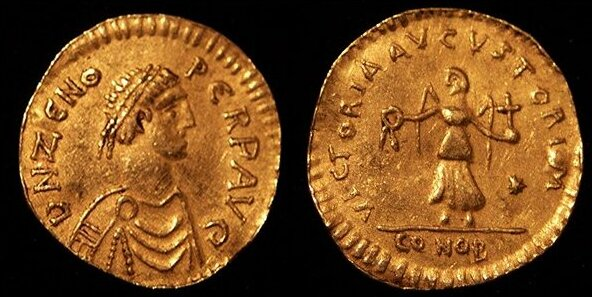
Tremisse com efígie do imperador bizantino Zenão, que emitiu o Henótico

Após o concílio de Calcedônia, as doutrinas do patriarca de Constantinopla, Nestório, que deram origem ao Nestorianismo, e cuja propagação maior deu-se na parte oriental do Império Romano, mais propriamente em Edessa, e depois na Pérsia por Barsauma, levando ao surgimento da Igreja Assíria do Oriente (ou caldeia), os monofisistas continuaram se fortalecendo na Síria e Egito, eles eram contrários ao impopular governo de Zenão (474-491), apoiaram as pretensões de Basilisco que, graças ao complô armado por sua irmã Élia Verina, esposa de Leão I, o Trácio (457-474), forçaram Zenão a exilar-se por dois anos (475-476), tempo durante o qual Basilisco tornou-se imperador.
Mais tarde, já de volta ao poder, em 482, Zenão promulga o Henótico, que é assinado por todos os bispos orientais, e cuja pretensão era pôr fim à controvérsia existente entre os monofisistas e ortodoxos. Este documento, enviado aos bispos, ao clero, aos monges de Alexandria, da Líbia e da Pentápole, tinha por base as decisões adotadas no Primeiro Concílio de Niceia e no Primeiro Concílio de Constantinopla (credo niceno-constantinopolitano) e foi, muito provavelmente, compilado pelo patriarca Acácio.
Se por um lado era um bem intencionado documento, por outro lado ele, todavia, não fazia referências ao Tomus ad Flavianum, do Papa Leão I, o Grande, não citava as definições do concílio de Calcedônia e mais ainda, sugeria que este poderia ter incorrido em um erro doutrinário, e finalmente condenava as correntes divergentes de Niceia e Constantinopla. Isso tudo provocou a indignação da Sé romana que a tudo entendeu como se dirigido contra os enunciados de Leão I e o Papa Simplício terminou por excomungar o imperador, o patriarca de Constantinopla e o patriarca de Alexandria, mergulhando a Igreja em um cisma (chamado "cisma acaciano") que durou até a subida de Justino I (r. 518-527) ao poder, em 518, que reafirmou a definição de Calcedônia.